# Saturnia walterorum
Espèce
Saturnia walterorum est une espèce de lépidoptères (papillons) de la famille des Saturniidae, de la sous-famille des Saturniinae et du genre Saturnia. ; elle est placée dans le sous-genre Calosaturnia.